# Narancsbegyű szirtirigó
A narancsbegyű szirtirigó  (Chaetops aurantius) a madarak osztályának verébalakúak (Passeriformes) rendjébe és a Chaetopidae családjába tartozó faj.

## Rendszerezés
Besorolásuk vitatott, egyes rendszerezők szerint a gólyalábúvarjú-félék (Picathartidae) családjába tartozik.

## Előfordulása
Lesotho és Dél-Afrika területén honos.

## Megjelenése
Testhossza 23-25 centiméter. Farka fekete, lábai erősek. A hím feje sötét szürke, egy vékony és egy vastag fehér bajusszal.

## Életmódja
Csak rovarokkal táplálkozik (hernyók, lepkék, lárva, pete), melyeket a földön keresgél.

## Szaporodása
A szülőknek általában besegít két egyed (az előző fészekből valók), amelyek védik a fészket és segítenek a fiókák etetésében. A földön található pohár alakú fészket, fűből és gallyból készíti, fűvel béleli. Fészekalja 2-3 fehér tojásból áll. A fészek készítésében, a költésben és a fiókák felnevelésében, mind két szülő részt vesz.